# Genista jimenezii
Genista jimenezii es una especie de fabacea endémica del sureste de la península ibérica. 
Fue descrita por Pau en 1902 a partir de material recogido en la fuente del Morteral, en Cabo Tiñoso (Cartagena, España)

## Distribución y hábitat

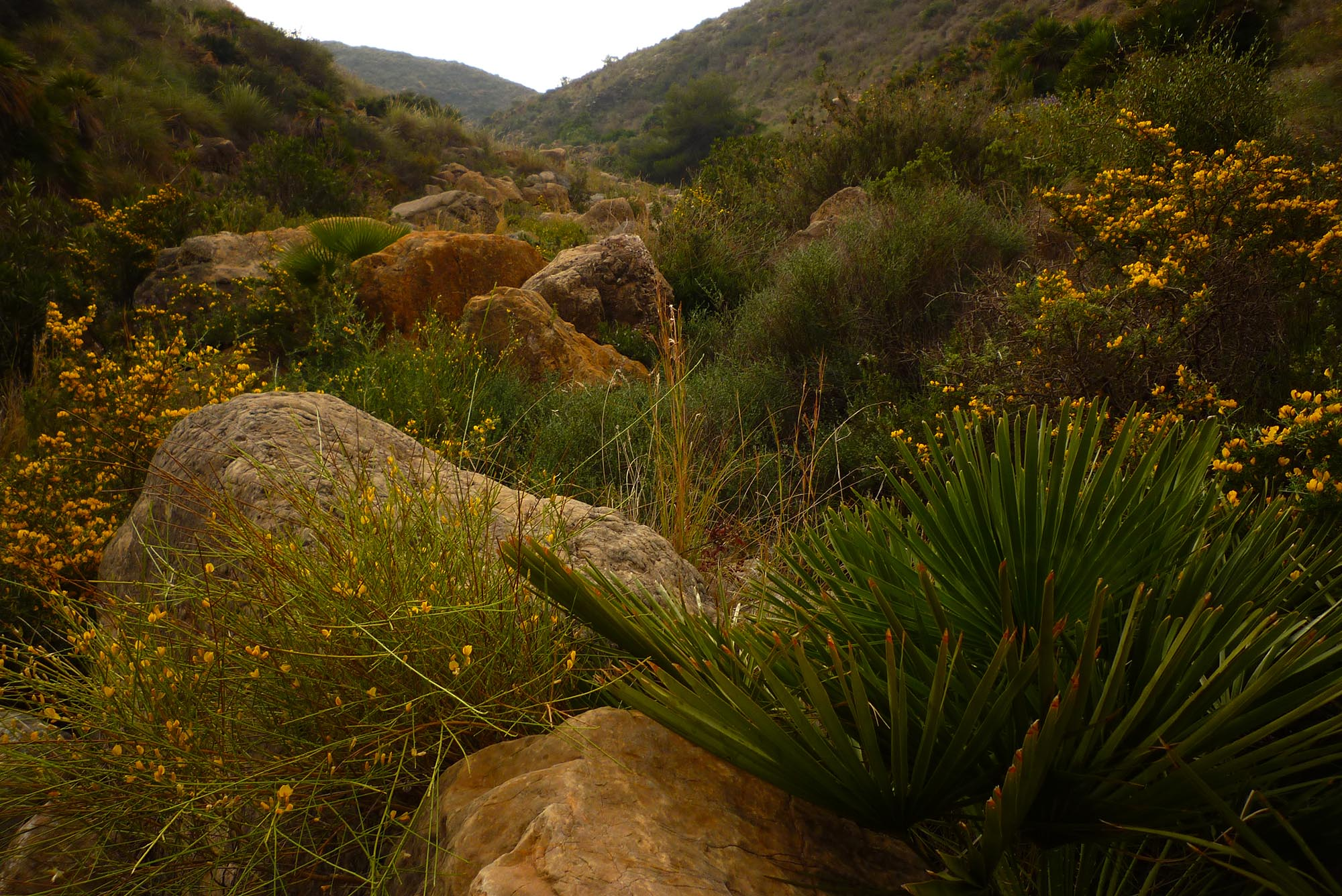
Hábitat de G.jimenezii, con palmitos, aliaga y cornicales, en su localidad clásica de El Morteral. G.jimenezii en segundo plano, tras el palmito.

Se distribuye por matorrales soleados próximos al mar, dentro del piso inframediterráneo,  en la Región de Murcia y provincias de  Alicante y Almería.

## Taxonomía
Etimología
Genista: nombre genérico que proviene del latín de la que los reyes y reinas Plantagenet de Inglaterra tomaron su nombre, planta Genesta o plante genest, en alusión a una historia que, cuando Guillermo el Conquistador se embarcó rumbo a Inglaterra, arrancó una planta que se mantenía firme, tenazmente, a una roca y la metió en su casco como símbolo de que él también sería tenaz en su arriesgada tarea. La planta fue la  llamada planta genista en latín. Esta es una buena historia, pero por desgracia Guillermo el Conquistador llegó mucho antes de los Plantagenet y en realidad fue Godofredo de Anjou que fue apodado el Plantagenet, porque llevaba un ramito de flores amarillas de retama en su casco como una insignia (genêt es el nombre francés del arbusto de retama), y fue su hijo, Enrique II, el que se convirtió en el primer rey Plantagenet. Otras explicaciones históricas son que Geoffrey plantó este arbusto como una cubierta de caza o que él la usaba para azotarse a sí mismo. No fue hasta que Ricardo de York, el padre de los dos reyes Eduardo IV y Ricardo III, cuando los miembros de esta familia adoptaron el nombre de Plantagenet, y luego se aplicó retroactivamente a los descendientes de Godofredo I de Anjou como el nombre dinástico.
jimenezii: epíteto latino 
Sinonimia

## Nombre común
- Castellano: Retama